# 壱岐市立柳田小学校
壱岐市立柳田小学校（いきしりつ やなぎだしょうがっこう, Iki City Yanagida Elementary School）は長崎県壱岐市郷ノ浦町にある公立小学校。略称は「柳田小」（やなぎだしょう）。

## 概要
歴史
1875年（明治8年）に開校した「第五大学区第四中学区半城小学校」を前身とする。2010年（平成22年）に創立135周年を迎えた。
校章
円の中央に、校名の「柳」の文字を置いている。
校歌
歌詞は3番まであり、校名は歌詞に登場しない。
校区
住所表記で郷ノ浦町の後に「木田触」、「柳田触」、「物部本村触」、「牛方触」、「半城本村触」、「大浦触」、「田中触」が続く地区。卒業後は、大半が壱岐市立郷ノ浦中学校へ進学する。

## 沿革
- 1875年（明治08年）- 「第五大学区第四中学区半城[2]小学校」が祥雲寺を仮校舎に創立。
- 1879年（明治12年）- 柳田触西ノ上に移転。
- 1881年（明治14年）- 大原触の民家を改修し、校舎とする。「石田部物部公立柳田小学校」に改称。
- 1882年（明治15年）- 「石田郡物部区公立中等柳田村小学校」と改称。
- 1885年（明治18年）- 武生水学区に編入。
- 1887年（明治20年）- 「簡易柳田小学校」と改称。
- 1889年（明治22年）- 柳田触字若宮（現在地）に移転。
- 1893年（明治26年）- 「柳田尋常小学校」と改称。
- 1898年（明治31年）- 校舎を改築し、南向きとする。
- 1908年（明治41年）- 高等科を設置し、「柳田尋常高等小学校」と改称。
- 1916年（大正05年）- 柳田農業補習学校を附設。
- 1921年（大正10年）- 柳田農業補習学校を柳田実業補習学校に改称。
- 1922年（大正11年）- 運動場を拡張。
- 1935年（昭和10年）- 青年学校令により、柳田実業補習学校を柳田青年学校に改称。
- 1937年（昭和12年）- 東校舎を改築。
- 1941年（昭和16年）4月1日 - 国民学校令により、「柳田村国民学校」と改称。
- 1946年（昭和21年）- 在籍生徒数が最大の308名（7学級）となる。
- 1947年（昭和22年）4月1日 - 学制改革（六・三制）
  - 旧・国民学校の初等科を改組し、「柳田村立柳田小学校」とする。
  - 旧・国民学校の高等科を改組し、柳田村立柳田中学校（新制中学校）として小学校に併設する。
- 1948年（昭和23年）- 学校給食を開始。
- 1950年（昭和25年）
  - 3月31日 - 武生水中学校への統合のため、柳田中学校を廃止し、小学校単独校となる。
  - この年 - 運動場を拡張。
- 1955年（昭和30年）- 町村合併により、「郷ノ浦町立柳田小学校」に改称。
- 1961年（昭和36年）- 講堂が完成。
- 1965年（昭和40年）- 校歌を制定。
- 1968年（昭和43年）- 給食センターによる給食開始。
- 1970年（昭和45年）- 鉄筋コンクリート造2階建て校舎が完成。
- 1971年（昭和46年）- 山本勉顕彰碑を建立。
- 1974年（昭和49年）- 創立100周年を記念し、校旗を制定。
- 1975年（昭和50年）- プールが完成。
- 1980年（昭和55年）- 体育館が完成。
- 2004年（平成16年）3月1日 - 4町合併による壱岐市誕生に伴い、「壱岐市立柳田小学校」（現在名）に改称。

## アクセス
最寄りのバス停
- 壱岐交通 「柳田小前」バス停

最寄りの国道・県道
- 国道382号
- 長崎県道59号郷ノ浦沼津勝本線

## 周辺
- 壱岐市立柳田保育所
- 柳田簡易郵便局
- ベスト電器壱岐店
- ドラッグストアモリ郷ノ浦店